# Vattusaari (ö i Mellersta Finland, Jämsä, lat 61,80, long 25,24)
Vattusaari är en ö i Finland. Den ligger i sjön Päijänne och i kommunen Jämsä i landskapet Mellersta Finland, i den södra delen av landet, 180 km norr om huvudstaden Helsingfors. Öns area är 0,6 hektar och dess största längd är 170 meter i nord-sydlig riktning.